# Клінер
«Клінер» (англ. Cleaner) — британський художній фільм режисера Мартіна Кемпбелла, що вийшов в 2025 році. Головну роль у фільмі виконала Дейзі Рідлі.

## Сюжет
Сюжет фільму розгортається у Лондоні. Активісти-радикали захоплюють заручників на щорічному урочистому заході енергетичної компанії у найвищому хмарочосі Західної Європи The Shard, щоб викрити корупцію керівників корпорації. Але незабаром у їхню справу втручається екстреміст, готовий знищити всіх, хто перебуває в будівлі, щоб донести до світу своє послання. Але на нещастя загарбників на зовнішній стороні будівлі в підвішеній колисці на висоті 90 поверхів, знаходиться Джоуї Локк (Дейзі Рідлі), колишня солдатка, що стала мийницею вікон. Дівчина, яка досконало володіє навичками рукопашного бою, повинна вбити всіх загарбників, врятувати заручників (один із них — її старший брат), а також знайти спосіб притягти до відповідальності корумпованих магнатів.

## У ролях
- Дейзі Рідлі — Джоуї Локк
- Клайв Оуен — Маркус Блейк
- Тез Скайлар — Ной Сантос
- Рут Геммелл — Клер Х'юм
- Рей Фірон — детектив-інспектор Кан
- Говард Чарльз — капітан Ройс

## Виробництво
Режисером фільму виступив Мартін Кемпбелл, продюсерами — Себастьєн Райбо і Каллум Грант.
У травні 2023 року на головну роль була затверджена Дейзі Рідлі. Пізніше того ж місяця до фільму приєднався Клайв Оуен. У жовтні 2023 року до фільму приєднався Таз Скайлар.
За повідомленнями Screen Daily, зйомки почалися в Лондоні у вересні 2023. Перші фотографії зі зйомок Рідлі в Лондоні з'явилися у ЗМІ у жовтні 2023 року.

## Вихід
Компанія Sky Original Film придбала права на фільм і планує випустити його на стрімінговому сервісі Sky Cinema на початку 2025 року. Випуск фільму в кінотеатрах відбувся  21 лютого 2025 року.